# Emily Tang
Emily Tang, (chinois : 唐晓白 ; pinyin : Táng Xiǎobái), née en 1970, est une réalisatrice, et scénariste chinoise, installée à Hong Kong, plusieurs fois primée.

## Biographie
Emily Tang naît en 1970 dans la province du Sichuan, une province au centre de la Chine, et grandit à Pékin. Elle étudie la littérature française à l'université de Pékin et obtient ensuite une maîtrise en art dramatique à l'Académie des arts de Chine. Après avoir étudié la mise en scène à l'Académie centrale d'art dramatique, elle travaille à la production de documentaires à la télévision centrale chinoise.
En 2001, elle fait ses débuts en tant que réalisatrice avec le film Donghci bianwei (Conjugation, 动词变位), pour lequel elle reçoit une mention spéciale au festival international du film de Locarno. L’œuvre est présenté aussi au festival international de films de femmes de Créteil. Ce film, d’une mélancolie violente, évoque l’errance de jeunes pékinois après le massacre de la place Tian'anmen en 1989,.
Quelques années plus tard, son deuxième film Wang mei sheng huo (Perfect Life, 完美生活) est projeté à la Mostra de Venise. Ce film reçoit une autorisation préalable de tournage délivrée par les autorités de Pékin, le bureau du cinéma, mais il est soumis au bureau de censure de la région administrative spéciale de Hong Kong, un peu plus libéral,. Emily Tang s’installe à Hong Kong. Ce long-métrage remporte le prix Dragons & Tigers au festival international du film de Vancouver.
En 2012, elle sort son troisième film intitulé Ai de ti shen (All Apologies, 愛的替身), qui porte sur les conséquences de la politique chinoise de l’enfant unique. Le jeune fils d'un couple de Chinois de la classe moyenne est tué dans un accident de la route par un voisin de ce couple, entraînant le père à commettre des actes criminels pour « réparer le tort perçu ». La première de ce film est présentée au festival international du film de Saint-Sébastien 2012. Le film remporte également le concours Young Cinema Competition au festival international du film de Hong Kong,.